# Malte Dominik Krüger

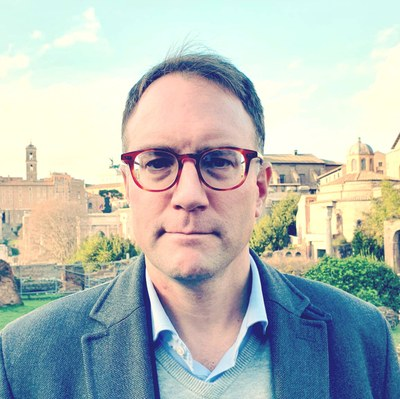
Malte Dominik Krüger

Malte Dominik Krüger (* 1974 in Göttingen) ist ein deutscher evangelischer Theologe. Seit 2016 ist er Professor für systematische Theologie und Religionsphilosophie sowie Direktor des Rudolf-Bultmann-Instituts für Hermeneutik am Fachbereich Evangelische Theologie der Philipps-Universität Marburg.

## Biografie
Krüger studierte evangelische Theologie und Philosophie an der Eberhard Karls Universität Tübingen, der Universität Wien und der Georg-August-Universität Göttingen. Im Jahr 2007 wurde er in Tübingen aufgrund einer bei Eberhard Jüngel verfassten Dissertation zu Schellings Spätphilosophie promoviert. Nach dem Vikariat und Pfarrdienst in der evangelisch-lutherischen Landeskirche Hannovers war Krüger wissenschaftlicher Mitarbeiter an den theologischen Fakultäten der Universitäten Münster und Halle/Saale. In Halle habilitierte sich Krüger 2014 und erhielt den fächer- und fakultätsübergreifenden „Christian-Wolff-Preis“ der Martin-Luther-Universität Halle-Wittenberg. Seit dem Jahr 2016 ist Krüger Professor für systematische Theologie und Religionsphilosophie sowie Direktor des Rudolf-Bultmann-Instituts für Hermeneutik am Fachbereich evangelische Theologie der Philipps-Universität Marburg. 2023 wurde Krüger mit Andreas Müller (Kirchenhistoriker) als seinem Stellvertreter zum Vorsitzenden des evangelischen Fakultätentags ernannt, sowie er auch im gleichen Jahr zum Vorstand der Rudolf Bultmann und Wilhelm Hermann Stiftung gewählt wurde.

## Forschungsschwerpunkte
Zu den Forschungsschwerpunkten von Krüger gehören Bild- und Symboltheorien, die (protestantische) Religionshermeneutik, die Trinitätslehre sowie das Verständnis von Leiblichkeit. Krüger plädiert dafür, die Religion im menschlichen Bildvermögen und seiner (immer auch verkörperten und sozial vermittelten) Einbildungskraft zu fundieren. Damit nimmt Krüger neueste Entdeckungen der Kulturwissenschaften auf und reagiert konstruktiv wie kritisch auf den Projektionsverdacht der neuzeitlichen Religionskritik. Der spätmoderne Protestantismus wird so als eine kritische, kreative und inszenierungssensible Bildreligion verstanden. Entsprechend versteht Krüger seinen Ansatz als „bildhermeneutische Theologie“. Sie möchte nicht nur in der Fluchtlinie dessen, was man philosophisch als „internen Realismus“ bzw. „symbolischen Pragmatismus“ bezeichnen könnte, die christliche Religion aus evangelischer Sicht erfassen. Vielmehr soll auch mithilfe eines hermeneutischen Bildbegriffs zwischen einer „liberalen“, deutungstheoretischen Theologie (des Symbols) und einer „kerygmatischen“, offenbarungsfokussierten Theologie (der Metapher) vermittelt werden. Die Motivation für einen solchen Ansatz liegt nach Krüger in der Krise und Chance der evangelischen Grundsignaturen von Schrift- und Rechtfertigungslehre, die in der (Spät-)Moderne bildtheoretische Zuspitzungen erfahren. Danach gibt die Bibel ein „Bild“, d. h. einen wirkmächtigen Eindruck, Jesu weiter; und der Rechtfertigungsglaube führt zu einem Wirklichkeitsverständnis, dessen Kontrafaktizität als wirkmächtige „Einbildung“ einen existentiellen Perspektivwechsel anregt. (Evangelische) Religion erweist ihre Plausibilität dann in ihrer Performanz und ist ein lebensweltliches „Ambivalenzmanagement“, zu dem auch Bestimmtheit gehört. Dabei ist Gott als Inbegriff bzw. Sinnbild von Ganzheit und Kontrafaktizität in der Einbildungskraft und damit indirekt auch in der äußeren Wahrnehmung verankert, wenn letztere Erfahrungen macht, die auf Ganzheit und Kontrafaktizität verweisen. Diese Erfahrungen sind insbesondere im Sehen angelegt, wenn Menschen einen nie endenden Horizont (Ganzheit) realisieren und dann mit dem „Kind in uns“ (Nietzsche) fragen, was nach diesem Horizont kommt (Kontrafaktizität). Das bedeutet nicht, dass beliebige Gottesbilder unterschiedslos gleichgültig wären. Vielmehr unterscheiden sich nach Krüger nichtfiktionale von (bloß) fiktionalen Gottesbildern erstens durch das Kriterium der historischen Referenz (im Christentum: die Person Jesu), zweitens durch das Kriterium der tradierbaren Kommunikation (im Christentum: die Predigt und Sakramente) und drittens durch das Kriterium der (selbst-)kritischen Rechenschaft (im Christentum: der Theologie). Hierbei ist zudem in Rechnung zu stellen, dass sich grundsätzlich Bild-, Sprach- und Vernunfvermögen nicht voneinander trennen lassen, so sehr sie zu unterscheiden sind. Insofern ist (evangelische) Theologie eine selbstkritische Reflexion der christlichen Botschaft, deren Einsichten weder in Sprache noch Vernunft ein für allemal fixiert werden können, wie sich das Bildvermögen bzw. die verkörperte Einbildungskraft ohnehin – auch: religiös – nie ganz festlegen lässt. Andere Religionen könnten sich ggf. auch in dieser Fluchtlinie verstehen lassen; das Geschäft der evangelischen Theologie ist es jedoch, sich wesentlich an die christliche Botschaft zu halten, so sehr der Blick auf andere Religionen sinnvoll und ertragreich ist.

## Mitgliedschaften
- Rudolf-Bultmann-Gesellschaft für Hermeneutische Theologie (Vorsitzender)
- Wilhelm-Herrmann-Gesellschaft (Vorsitzender)
- Wissenschaftliche Gesellschaft für Theologie
- Deutsche Gesellschaft für Religionsphilosophie
- Internationale Schleiermacher-Gesellschaft
- Gesellschaft für interdisziplinäre Bildwissenschaft

## Veröffentlichungen (Auswahl)

### Monographien
- Göttliche Freiheit. Die Trinitätslehre in Schellings Spätphilosophie. Tübingen 2008. ISBN 978-3-16-149533-5
- Das andere Bild Christi. Spätmoderner Protestantismus als kritische Bildreligion. Tübingen 2017. ISBN 978-3-16-154584-9
- (zusammen mit Markus Gabriel) Was ist Wirklichkeit? Neuer Realismus und Hermeneutische Theologie. Tübingen 2018. ISBN 978-3-16-156598-4
- (zusammen mit Arbogast Schmitt/Andreas Lindemann) Erkenntnis des Göttlichen im Bild? Perspektiven hermeneutischer Theologie und antiker Philosophie. Leipzig 2021. ISBN 978-3-374-06746-6
- (zusammen mit Philipp David/Anne Käfer/André Munzinger/Christian Polke) Neues von Gott? Versuche gegenwärtiger Gottesrede. Darmstadt 2021. ISBN 978-3-534-40540-4
- (zusammen mit Beate Hofmann/Isolde Karle/Tom Kleffmann) Welche Zukunft hat die Kirche? Aktuelle Perspektiven evangelischer Theologie. Tübingen 2022. ISBN 978-3-16-161273-2

### Aufsätze/Beiträge (Auswahl)
- Vernunftkritik, Gottesgedanke und Zeiterlebnis. Zur Aktualität Schellings bei Michael Theunissen. In: Michael Theunissen. Zu religionsphilosophischen und theologischen Themen in seinem Denken. Hg. v. Rudolf Langthaler/Michael Hofer, Wien 2013, 83–112. ISBN 978-3-7003-1847-7
- Auratisch. Technik und Transzendenz in Walter Benjamins Kunstwerksaufsatz. In: Technik und Lebenswirklichkeit. Philosophische und theologische Deutungen der Technik im Zeitalter der Moderne. Hg. v. Anne-Maren Richter/Christian Schwarke, Stuttgart 2014, 53–69. ISBN 978-3-17-024138-1
- Work-Life-Balance? Protestantische Arbeitsethik heute. In: Religion und Politik. Historische und aktuelle Konstellationen eines spannungsvollen Geflechts. Festschrift für Hartmut Ruddies zum 70. Geburtstag. Hg. v. Jörg Dierken/Dirk Evers, Frankfurt a. M. 2016, 309–327. ISBN 978-3-631-70114-0
- Musikalisch religiös. Der Hymnus als komplexe Verkörperung des Bildvermögens. In: Öffentliche Theologie zwischen Klang und Sprache. Hymnen als eine Verkörperung von Religion. Hg. v. Thomas Wabel/Florian Höhne/Torben Stamer, Leipzig 2017, 69–87. ISBN 978-3-374-05111-3
- Pannenberg als Gedächtnistheoretiker. Ein Interpretationsvorschlag (auch) zu seiner Ekklesiologie. In:  Kirche und Reich Gottes. Zur Ekklesiologie Wolfhart Pannenbergs. Hg. v. Gunther Wenz, München 2017, 181–202. ISBN 978-3-525-56032-7
- Von der Seele reden ... Wozu Seelsorge da ist. Bildhermeneutische Überlegungen. In: Wege zum Menschen 71 (2019), 109–120. ISSN 0043-2040
- Wie wirklich sind Träume? Überlegungen aus Philosophie und Theologie. In: Berliner Theologische Zeitschrift 36 (2019), 51-70. ISSN 0724-6137
- Die klassische Metaphysik der Griechen bei Wolfhart Pannenberg. Beobachtungen ausgehend von seiner Theologie der Religionsgeschichte. In: Theologie der Religionsgeschichte. Zu Wolfhart Pannenbergs Entwurf. Hg. v. Gunther Wenz, Göttingen 2021, 215-241. ISBN 978-3-647-57324-3
- Der Gott vom Holz her? Auferstehung bei Eberhard Jüngel und Wolfhart Pannenberg. In: Die Christologie Wolfhart Pannenbergs. Hg. v. Gunther Wenz, Göttingen 2020, 237-259. ISBN 978-3-525-56034-1
- Memoria Dei, Über die Möglichkeit theologischen Wissens. in: Gottesbilder in Antike und Moderne. Hg. v. Arbogast Schmitt / M. D. Krüger, Hannover 2024, 9- 61 ISBN 978-3-933722-89-8

### Herausgeberschaften
- Zusammen mit Hans-Peter Großhans: In der Gegenwart Gottes. Beiträge zur Theologie des Gottesdienstes. Frankfurt/Main 2009. ISBN 978-3-86921-008-7
- Zusammen mit Hans-Peter Großhans: Integration religiöser Pluralität. Philosophische und theologische Beiträge zum Religionsverständnis in der Moderne. Leipzig 2010. ISBN 978-3-374-02810-8
- Zusammen mit Jörg Dierken: Leibbezogene Seele? Interdisziplinäre Erkundungen eines kaum noch fassbaren Begriffs. Tübingen 2015. ISBN 978-3-16-153573-4
- Zusammen mit Dirk Evers: Die Theologie Eberhard Jüngels. Kontexte, Themen und Perspektiven. Tübingen 2020. ISBN 978-3-16-159344-4
- Zusammen mit Thomas Erne: Text und Bild. Beiträge zum 1. Evangelischen Bildertag in Marburg 2018, Leipzig 2020. ISBN 978-3-374-06467-0
- Zusammen mit Ralph Charbonnier und Jörg Dierken: Eindeutigkeit und Ambivalenzen. Theologie und Digitalisierungsdiskurs. Leipzig 2021. ISBN 978-3-374-06966-8
- Zusammen mit Constantin Plaul, Christian Polke und Arnulf von Scheliha: Freiheit denken. Protestantische Transformationen in der Gegenwart. Berlin 2021. ISBN 978-3-631-84295-9
- Zusammen mit Philipp David, Thomas Erne und Thomas Wabel: Körper und Kirche. Symbolische Verkörperung und protestantische Ekklesiologie. Leipzig 2021. ISBN 978-3-374-06331-4
- (unter Mitwirkung von Ruth Eleonoor Gaiser und Anna Niemeck): Religion, Fiktion, Wirklichkeit. Philosophische und theologische Beiträge zum Gottesverständnis in der Moderne. Leipzig 2021. ISBN 978-3-374-06968-2
- Zusammen mit Thomas Erne und Anna Niemeck: Das Christusbild in der Gegenwart – eine Leerstelle auf dem Weg zu einer neuen Anschaulichkeit? Beobachtungen und Einsichten aus Theologie, Philosophie und Kunst. Darmstadt 2022. ISBN 978-3-534-40662-3

Krüger ist Mitherausgeber der von Falk Wagner begründeten und von Ulrich Barth und Jörg Dierken fortgeführten Reihe Beiträge zur rationalen Theologie. Außerdem ist Krüger – zusammen mit Philipp David, Thomas Erne und Thomas Wabel – Mitherausgeber der Reihe Hermeneutik und Ästhetik.